# Камник
Камник (словен. Kamnik) је град и управно средиште истоимене општине Камник, која припада Средишњесловеначкој регији у Републици Словенији.
Камник је познато излетиште, надомак Љубљане, такође је најчешћа полазна тачка на врхове Камнишко-савињских Алпи, као и камповање и остале врсте туризма.

## Природни услови
Рељеф: Камник налази се у средишњем делу државе, североисточно од Љубљане. Град се налази у јужним делу општине, на реци Камнишкој Бистрици. Северно од града пружају се Камнишки Алпи.
Клима: У граду влада умерено континентална клима.
Воде: Кроз град протиче Камнишка Бистрица, притока Саве. Њена једина већа притока на подручју општине је речица Невљица, која се управо у граду улива у Камнишку Бистрицу.

## Историјат
Први помен насеља под данашњим именом везује се за годину 1062. Већ 1220. године Камин добија права града.
У 14. веку град је накратко био главно место Крањске, а до 17. века друго по важности, после Љубљане.
Помињу се 1447. године "оба Камника". У њима су насељеници Срби којима 22. новембра пише угарски краљ Владислав.
Нови препород града десио се у другој половини 19. века, када се у Камнику почела развијати индустрија и када је до њега дошла железница.

## Становништво
Град Камник данас има преко 13.500 становника. Последњих година број становника у граду расте по значајној стопи од преко 1% годишње, што је последица близине Љубљане.
Огромну већину становништва чине етнички Словенци, а преовлађујућа вероисповест је римокатоличанство.

## Збирка слика
- Старо језгро Камника
- Јужни део града
- Богородичина црква, главна у граду